# 6e étape du Tour d'Espagne 1998

La 6e étape du Tour d'Espagne 1998 a eu lieu le 10 septembre 1998 entre Murcie et Xorret de Catí. Elle a été remportée par José María Jiménez.

## Récit
Première étape importante de cette Vuelta, avec une côte dont le sommet se situe à seulement 2 km de l'arrivée.

La victoire d'étape revient à José María Jiménez, grâce à un démarrage imparable dans la dernière côte. Il endosse du même coup le maillot amarillo.

## Classement de l'étape
| \| 1. \| José María Jiménez \| \| Banesto \| en \| \| \| 2. \| Roberto Heras \| \| Kelme \| + \| 27 s \| \| 3. \| Laurent Jalabert \| \| ONCE \| \| 47 s \| |                    |  |         |    |      |
| 1. | José María Jiménez |  | Banesto | en |      |
| 2. | Roberto Heras      |  | Kelme   | +  | 27 s |
| 3. | Laurent Jalabert   |  | ONCE    |    | 47 s |

## Classement général
| \| 1. \| José María Jiménez \| \| Banesto \| en \| \| \| 2. \| Roberto Heras \| \| Kelme \| + \| 31 s \| \| 3. \| Laurent Jalabert \| \| ONCE \| \| 36 s \| |                    |  |         |    |      |
| 1. | José María Jiménez |  | Banesto | en |      |
| 2. | Roberto Heras      |  | Kelme   | +  | 31 s |
| 3. | Laurent Jalabert   |  | ONCE    |    | 36 s |